# Janjevo
Janjevo (alb. Janjeva ili Janjevë, srp. Jањево) mjesto je na Kosovu koje pripada veleopćini Lipljan.

## Zemljopis
Janjevo se nalazi 12 km jugoistočno od glavnog grada Prištine, a leži na padinama Androvačke planine.

## Povijest
Naziv mjesta prvi put pismeno je zabilježen 1303. od strane Benedikta XII., u kojem piše da je Janjevo sjedište katoličke plovanije Svetog Nikole. Brzi gospodarski razvoj bio je uvjetovan nastankom rudnika srebra i olova, koji su radili do 16. stoljeća. Povoljan geografski položaj bio je važan da postane trgovačko središte. Godine 1455. Janjevo je došlo pod osmansku vlast. Potkraj srednjega vijeka postalo je jaka kolonija dubrovačkih i kotorskih trgovaca, pa su otad Hrvati većinsko stanovništvo. U 20. stoljeću razvila se metaloprerađivačka industrija, uz obrt i trgovinu. Raspad Jugoslavije i ratna zbivanja na Kosovu natjerali su većinu stanovnika na izbjeglištvo.

## Stanovništvo
Prema procjenama iz 2011. Janjevo je imalo oko 3500 stanovnika, od čega etničku većinu imaju s 80% Albanci, a puno manje je Srba, Hrvata i Roma. Broj janjevskih Hrvata je u stalnom opadanju. Iako su Hrvati stoljećima, do 1990-ih godina činili većinu (npr. 1981. u Janjevu je živjelo 3534 Hrvata od ukupno 5086 stanovnika), danas ih je oko 270.
Prema popisu stanovništva 1991. godine 59,6% stanovništva Janjeva činili su Hrvati.

### 2011.
- Albanci 2800
- Srbi 350
- Hrvati Janjevci 270[4]

## Poznate osobe
- Nikola Gečević – Koce. Skladatelj član Rock sastava "Regata" Autor glazbe popularne pjesme "Andrea"

- Nikola Čolak, hrv. povjesničar
- Josip Glasnović, hrv. športski strijelac, olimpijski pobjednik u trapu
- Zvonimir Ancić, glasnogovornik HBK
- Đorđija Palić, hrv. pjevačica[5]
- Kornelija Palić, hrv. pjevačica[5]
- Stjepan Konstantin Gečević (1874. – 1929.), kosovski katolički svećenik[6]
- Željko Glasnović, hrvatski general porijeklom iz Janjeva
- Marija Glasnović, prva učiteljica na Kosovu
- Serafin Kodić Glasnović, blaženik Katoličke Crkve, mučenik
- Alojzije Palić, blaženik Katoličke Crkve, mučenik
- Fra Ivan Matić, voditelj Kuće susreta Tabor
- Marijan Brkić, skladatelj, aranžer, producent i gitarist, poznat po svom djelovanju u sastavima Prljavo kazalište i Parni valjak
- Mario Petreković hrvatski radijski i TV voditelj, komičar i glumac.
- Lovro Dokić, hrvatski paraolimpijski reprezentativac u skijanju
- Matija Mazarek (Masarek, Matija Mazrreku, Mattaeus Massarech; (1726. – 1808.) nadbiskup u Skopju.
- Zef Gashi, kosovsko-albanski salezijanac, svećenik, barski nadbiskup i primas Srbije.
- Ambrozije Matušić SDB, janjevsko-hrvatski salezijanac, svećenik, dva mandata bio provincijal Hrvatske salezijanske provincije, koja se prostire po Hrvatskoj te Bosni i Hercegovini.
- Ernest Mazarekić, umjetnik, fotograf
- Petar Palić, biskup mostarsko-duvanjski i apostolski upravitelj trebinjsko-mrkanski